# Episodi di Victorious (seconda stagione)
La seconda stagione della serie televisiva Victorious è stata trasmessa per la prima volta negli Stati Uniti su Nickelodeon dal 2 aprile al 15 ottobre 2011. In Italia viene trasmessa in prima visione assoluta da Nickelodeon dal 16 novembre 2011 al 26 settembre 2012. In chiaro viene trasmessa su Rai Gulp e Super!.
La stagione è composta da 14 episodi, ma molte fonti ne riportano 13 in quanto negli Stati Uniti la Nickelodeon ha deciso di trasmettere gli episodi 203 e 204 (vedi i codici di produzione) come un'unica puntata. Inoltre, la Nickelodeon non ha rispettato i codici di produzione che stabiliscono l'ordine di trama degli episodi, trasmettendo le puntate in disordine. Caso unico nella serie l'episodio Il Natale di Tori che è stato prodotto come primo episodio della terza stagione, ma è stato trasmesso come penultimo episodio della seconda.
| nº        | Cod. di prod. | Titolo originale         | Titolo Italia              | Prima TV USA      | Prima TV Italia   |
| --------- | ------------- | ------------------------ | -------------------------- | ----------------- | ----------------- |
| 1         | 209           | Beggin' on Your Kness    | La vendetta di Tori        | 2 aprile 2011     | 20 febbraio 2012  |
| 2         | 201           | Beck Falls for Tori      | La contro-controfigura     | 16 aprile 2011    | 16 novembre 2011  |
| 3         | 210           | Ice Cream for Ke$ha      | Gelato per Ke$ha           | 22 aprile 2011    | 21 febbraio 2012  |
| 4         | 205           | Tori Gets Stuck          | Tori va KO                 | 14 maggio 2011    | 30 novembre 2011  |
| 5         | 211           | Prom Wrecker             | La guastafeste             | 21 maggio 2011    | 22 febbraio 2012  |
| 6         | 203           | Locked Up!               | Al fresco!                 | 30 luglio 2011    | 24 maggio 2012    |
| 7         | 204           | Locked Up!               | Al fresco!                 | 30 luglio 2011    | 24 maggio 2012    |
| Crossover | ND            | iParty with Victorious   | iParty con Victorious      | 11 giugno 2011    | 29 ottobre 2011   |
| 8         | 202           | Helen Back Again         | La preside Helen           | 10 settembre 2011 | 23 novembre 2011  |
| 9         | 208           | Who Did It to Trina?     | Chi è stato?               | 17 settembre 2011 | 24 febbraio 2012  |
| 10        | 206           | Tori Tortures Teacher    | L'anniversario di Sikowitz | 1 ottobre 2011    | 24 settembre 2012 |
| 11        | 207           | Jade Gets Crushed        | Una cotta per Jade         | 8 ottobre 2011    | 23 febbraio 2012  |
| 12        | 212           | Terror on Cupcake Street | La tortina del terrore     | 15 ottobre 2011   | 25 settembre 2012 |
| 13        | 301           | A Christmas Tori         | Il Natale di Tori          | 3 dicembre 2011   | 14 dicembre 2012  |
| 14        | 213           | BloopTORious             | Errorious                  | 26 dicembre 2011  | 26 settembre 2012 |

## La vendetta di Tori
- Titolo originale: Beggin' On Your Kness
- Diretto da: Steve Hoefer
- Scritto da: Jake Farrow

### Trama
Tori ha un compito di canto, che decide di svolgere insieme a Ryder Daniels. Dopo che i due si sono frequentati per qualche tempo, Ryder le chiede di uscire: Tori racconta ciò a Trina, scoprendo che Ryder sfrutta i rapporti con le belle ragazze soltanto per ottenere voti alti. Dopo la conferma ottenuta da altre ragazze, Tori lo smaschera con una canzone davanti all'intera scuola (aiutata da André e dagli altri, che trattengono Ryder sul palco). Intanto, Cat ha cambiato il numero di telefono: le chiamate per l'ambulanza vengono però ricevute da lei, anziché dal 911.
- Canzoni presenti: Beggin' on Your Knees (Victoria Justice)
- Nota: la canzone che ha cantato Tori si sente già nell'episodio La contro-controfigura, che negli Stati Uniti è andato in onda dopo questo episodio, invece in Italia tre mesi prima.

## La contro-controfigura
- Titolo originale: Beck Falls for Tori
- Diretto da: Steve Hoefer
- Scritto da: Dan Schneider

### Trama
Tori è stata scelta come controfigura per un film. Deve partecipare in una scena in cui deve far finta di cadere da una sedia e poi da una balaustra, ma ovviamente lei ha paura, non avendo mai fatto la stuntgirl e sotto richiesta degli amici doveva scrivere sul curriculum di aver fatto acrobazie o quant'altro. È arrivato il momento della scena del balcone, ma Beck, da buon amico, si traveste e finge di essere Tori, così cade lui dal balcone al posto suo, ma Tori ha una crisi di coscienza e decide di rifare la scena, in cui sarà lei a saltare per davvero, anche se ancora titubante. Per cui Jade decide di spingerla di sorpresa e farla cadere sul materasso.
- Nota: in questo episodio è assente Trina Vega.

## Gelato per Ke$ha
- Titolo originale: Ice Cream for Ke$ha
- Diretto da: Adam Weissman
- Scritto da: Arthur Gradstein

### Trama
C'è un concorso dove si vince un concerto in privato della cantante Kesha e si vince collezionando 5 lettere che si trovano in dei gelati: K-E-S-H-A. Tori lo vuole vincere per rompere la promessa che aveva fatto dieci anni prima alla sorella Trina, ovvero che sarebbe stata sua schiavetta personale se a sedici anni non avesse sposato un principe azzurro e abitato in un castello. Non essendo ancora sposata è quindi costretta a fare da schiava a Trina per un mese. Tori però non riesce a raccattare tutte le lettere e chiede agli altri di aiutarla. Man mano essi riescono a trovare le lettere K-E-H-A però non riescono a trovare la fatidica "$". Allora Robbie consiglia di prendere il gusto meno scelto fra i consumatori, cioè "colpo grosso alle noci". Vanno al negozio e, dopo una piccola ricerca, trovano un ragazzino che sta mangiando proprio un gelato al gusto "colpo grosso alle noci". Chiedono a questi il gelato in cambio di 30$, ma quando questo estrae la fatidica "s", egli pretende anche di assistere al concerto in privato e di baciare Tori, Jade e Cat. Le tre accettano e Kesha arriva. Ma alla fine del concerto le tre non baciano il ragazzino, al quale si propone Trina, che finisce, però, per essere rifiutata dal ragazzino.
- Guest star: Kesha (se stessa).

## Tori va KO
- Titolo originale: Tori Gets Stuck
- Diretto da: Russ Reinsel
- Scritto da: Jake Farrow

### Trama
Tori e Jade competono tra di loro per il ruolo da protagonista nello spettacolo teatrale de "Il battello a vapore di Suzy", per il quale Sikowitz sceglie Tori. Ma quando Robbie viene trasportato in ospedale per un'operazione dovuta al fatto che a sei anni un bullo gli fece inghiottire una macchinina che è finita nella parte tenue del suo intestino, Tori compromette il suo ruolo per donare il suo sangue a Robbie. Jade fa innumerevoli tentativi per soffiare il posto a Tori nascondendole o buttando tutto il sangue che aveva donato, in modo tale che avrebbe dovuto donarlo nuovamente finendo per non essere più in forze per la parte, e ci riuscirà, ma quando verrà scoperta, verrà punita e non farà lo spettacolo. Nel frattempo Trina prova a tossire per il ruolo di una bambina malata di tubercolosi nello spettacolo, ma alla fine prende la tubercolosi veramente dopo essere stata in ospedale con Tori.
- Canzoni presenti: "The Captain Is She" (Victoria Justice -la 1ª volta- e Eric Lange -la 2ª volta-)
- Nota: in questo episodio è assente Beck Oliver.

## La guastafeste
- Titolo originale: Prom Wrecker
- Diretto da: Adam Weissman
- Scritto da: Matt Fleckenstein

### Trama
Tori decide di organizzare un ballo alla "Hollywood Arts". Jade, però, è furiosa con Tori perché ha organizzato il ballo la stessa sera del suo progetto di arte e decide di rovinarlo. Robbie pensa che Cat stia mentendo sul fatto di avere un accompagnatore per il ballo, visto che non ha accettato il suo invito, così la spia tutto il tempo finché crede che sia la verità; invece Cat ha davvero un accompagnatore. Trina, nel frattempo, chiede aiuto a Sinjin per sabotare la competizione per la reginetta del ballo e quindi per farla vincere. Però Tori, per ripicca, fa credere a Jade che sia lei la regina del ballo per farla andare via e festeggiare. Dopo aver mandato via Jade, Tori, Cat e la scuola intera cantano una bellissima canzone e il ballo diventa un vero e proprio ballo della scuola.
- Canzoni presenti: "Best Friend's Brother" (Victoria Justice, Ariana Grande e Leon Thomas III)
- Nota: in questo episodio è assente Beck Oliver.

## Al fresco! (prima e seconda parte)
- Titolo originale: Locked Up
- Diretto da: Steve Hoefer
- Scritto da: Dan Schneider

### Trama
Per la settimana di vacanza Beck ha in programma un viaggio a Cancún con la famiglia, che però salta in quanto sua zia non è felice della presenza di Jade. Festus, gestore del chiosco alimentare della scuola, propone a Tori una vacanza nell'isola di Yerba: il viaggio e l'hotel saranno gratuiti, in cambio di un'esibizione musicale a sera. Tori parte con gli amici (inclusi Beck e Jade), Trina e Sikowitz: giunti a destinazione alloggiano però in un albergo mediocre, scoprendo anche che l'isola è in piena guerra. André viene punto da una falena, rimediando un bubbone sul collo, ma riesce ad esibirsi: allo spettacolo è presente il cancelliere di Yerba, cieco da un occhio. Tori, per sbaglio, lancia la sua scarpa sull'occhio sano accecando completamente l'uomo: viene arrestata e condannata a 4 anni in prigione. I suoi amici contrattano per farla uscire, ma Robbie fulmina accidentalmente il polpo del cancelliere: l'intero gruppo viene così spedito in carcere. Sikowitz, vestito da guardia, li aiuta ad evadere: il gruppo, dopo un'esibizione con gli altri detenuti, scappa su un furgone noleggiato dall'insegnante.
- Canzoni presenti: "All I Want Is Everything" (Victoria Justice, Elizabeth Gillies, Ariana Grande e Leon Thomas III) e "I Want You Back" (Victoria Justice, Elizabeth Gillies, Ariana Grande, Avan Jogia, Matt Bennett e Leon Thomas III)

## La preside Helen
- Titolo originale: Helen Back Again
- Diretto da: Russ Reinsel
- Scritto da: Arthur Gradstein

### Trama
Il preside Eikner si dimette dalla Hollywood Arts. Al suo posto viene assunta come preside Helen e decide di rifare il provino con tutti gli studenti della scuola. Dopo avere fatto una audizione spettacolare con André, Tori viene respinta. Si viene poi a scoprire che in realtà la segretaria della nuova preside ha erroneamente scambiato il nome di Tori con quello di Trina, quindi è la sorella che non ha superato il provino. Tuttavia, Tori cerca di convincere Helen a riammettere Trina alla Hollywood Arts ma non è d'accordo. Così viene elaborato un piano in cui Robbie fa finta di rapinare la borsa della preside e Trina la difende. Il piano ha successo e Trina viene riaccettata nella scuola.
- Canzoni presenti: "Make it Shine Remix" (Victoria Justice e Leon Thomas III), canzoni varie (Ariana Grande, Daniella Monet e altri studenti)
- Curiosità: Nella scena finale della puntata la preside Helen cita Crazy Steve dicendo che non era l'unico pazzo; questo è un chiaro riferimento a Drake & Josh in cui l'attrice che interpreta la preside Helen (Yvette Nicole Brown) compare proprio nel ruolo di Helen.

## Chi è stato?
- Titolo originale: Who Did It to Trina?
- Diretto da: Adam Weissman
- Scritto da: Dan Schneider

### Trama
Tori dirige uno spettacolo in cui partecipano tutti i suoi cari amici e sua sorella Trina. Nella serata di apertura, l'imbracatura della stessa Trina si rompe, lei cade e il set le crolla addosso. Vengono poi fatte delle indagini per capire se il fatto accaduto fosse un incidente dovuto al caso oppure un sabotaggio. Lane scopre che l'imbracatura è stata tagliata, così vengono chiamati Jade, André, Tori, Cat, Robbie e Rex nell'ufficio per cercare di ricostruire ciò che è accaduto. Dopo avere ascoltato le versioni di tutti i presenti, Lane considera il fatto come un incidente visto che le imbracature sono vecchie e fragili, quindi tutti vengono scagionati. Alla fine (quando Robbie sta per mettersi a letto), si rivela essere stato Rex, poiché desiderava vendetta su Trina per averlo considerato uno "stupido pupazzo".
- Nota: in questo episodio è assente Beck Oliver.

## L'anniversario di Sikowitz
- Titolo originale: Tori Tortures Teacher
- Diretto da: Russ Reinsel
- Scritto da: Matt Fleckenstein

### Trama
È il decimo anno in cui Sikowitz insegna alla Hollywood Arts. Tori e i suoi amici lo portano a teatro per fargli vedere un'opera teatrale, mentre Jade e Beck cominciano una guerra di SMS. La trama dell'opera, parla di un'insegnante che ha passato dieci anni ad insegnare a studenti ingrati; durante lo spettacolo, Tori vede Sikowitz sempre più depresso e crede che sia per le cose che vengono dette durante l'opera. Tori scopre che il motivo della sua tristezza non è la sua vita da insegnante ma il fatto che la sua ragazza si sia trasferita in un'altra città. Tori allora organizza un provino per vedere quale ragazza sia più adatta a Sikowitz; Sikowitz capisce che Tori lo abbia fatto per trovare un potenziale fidanzata per lui ma Sikowitz specifica che non gli manca la sua ragazza, ma il suo animale a cui era molto affezionato, Bunny. Tori pensa erroneamente che si tratti di un coniglio, ma in realtà Sikowitz rivela che Bunny era un gatto a tre zampe. Trina, nel frattempo, con l'aiuto di Cat, cerca di attrarre un ragazzo Shawn Becker fingendosi una ragazza delle consegne di pizze, per poi scoprire che lo stesso è già fidanzato con un'altra.

## Una cotta per Jade
- Titolo originale: Jade Gets Crushed
- Diretto da: Clayton Boen
- Scritto da: Dan Schneider

### Trama
André si prende una cotta per Jade sentendola cantare la nuova canzone che ha composto, ma lui non vuole mettersi con lei, sapendo che è fidanzata con Beck, il suo migliore amico. Tori cerca di fargli capire che Jade non fa per lui, ma lui le spiega che se non riesce a rivelarle i suoi veri sentimenti finirebbe con l'andare fuori di testa. Così André, aiutato da Tori, canta una canzone per Jade, in cui rivela i suoi sentimenti, cambiando il nome di "Jade" in "Baby". André è riuscito a sfogarsi e dopo questa canzone la cotta passa, tutto ritorna come prima e loro due rimangono solo semplici amici.
- Canzoni presenti: "365 Days" (Victoria Justice e Leon Thomas III)
- Nota: in questo episodio è assente Trina Vega.

## La tortina del terrore
- Titolo originale: Terror on Cupcake Street
- Diretto da: Steve Hoefer
- Scritto da: Dan Schneider

### Trama
Sikowitz dà a Tori e ai suoi amici il compito di costruire un carro a tortina per partecipare alla "parata-parata". Una volta partiti, i ragazzi finiscono in una parte malfamata della città quando si buca una ruota del carro per la sfilata. Tori va a cercare un aiuto e trova una banda apparentemente cattiva, ma che in realtà aiuterà Tori e gli altri a cambiare la gomma così da poter andare alla parata. Tuttavia, nel mentre Sikowitz viene arrestato.

## Il Natale di Tori
- Titolo originale: A Christmas Tori
- Diretto da: Steve Hoefer
- Scritto da: Dan Schneider e Warren Bell

### Trama
È Natale alla Hollywood Arts. Sikowitz propone ai suoi ragazzi di fare dei regali a tutti i loro amici, e quello che farà il regalo peggiore dovrà trascorrere con lui la Vigilia di Natale facendo lo "Yodel Natalizio". Tori sta cercando il regalo più bello da poter fare ad André. Intanto, Trina chiede a Robbie di aiutarla a preparare il suo gigantesco albero di Natale e Beck è insonne a causa di un fastidioso grillo nel suo camper. André prende un brutto voto su una canzone che ha scritto. Robbie regala a Cat una macchina per fare lo zucchero filato e come ricompensa riceve un bel bacio. Alla fine della puntata André riesce a prendere un bel voto grazie a Tori, Cat e Jade che cantano la canzone a scuola da lui scritta.
- Canzoni presenti: "It's Not Christmas Without You" (Victoria Justice, Ariana Grande, Elizabeth Gillies e Leon Thomas III)

## Errorious
- Titolo originale: BloopTORIous
- Diretto da: Russ Reinsel
- Scritto da: Darren Thomas, Stefanie Leder, Erica Spates e Sam Littenberg-Weisberg

### Trama
La puntata non ha una trama ben precisa, poiché essa non è altro che un episodio speciale ambientato in uno studio di Los Angeles in cui Christopher Cane (il fittizio attore che interpreta Rex Powers) riceve nel suo programma televisivo gli attori protagonisti di Victorious, svelandone i retroscena e gli errori fatti durante le riprese della serie. Gli ospiti sono: Leon Thomas III, Victoria Justice, Ariana Grande, Elizabeth Gillies, Avan Jogia, Daniella Monet e Matt Bennett.
- Piccola curiosità: L'episodio verrà poi proposto nel telefilm ICarly (quinta stagione) con il titolo Nessuno è perfetto 2 che vede come protagonista il ventriloquo Rex chiamato per l'esattezza Christopher Cane e questa volta intervista gli interpreti della stessa serie televisiva.